# Bondsmedaille van de Bond van Wapenbroeders
De Bondsmedaille van de Bond van Wapenbroeders werd in 1996 ingesteld door het Hoofdbestuur van de Bond van Wapenbroeders.
Deze medaille wordt uitgereikt als beloning voor verdienste op gewestelijk niveau en werd indertijd ingesteld om de exclusiviteit van het Verenigingskruis van Verdienste van de Bond van Wapenbroeders te waarborgen. Dergelijke particuliere onderscheidingen mogen niet op militaire uniformen worden gedragen maar ze worden daar wel op gezien. Prins Bernhard der Nederlanden droeg zijn Gouden Bondskruis van de Bond van Nederlandse Oorlogs- en Dienstslachtoffers op zijn uniform. Voor veteranen gelden geen strenge regels al is er door de Kanselier van de Nederlandse Ridderorden voor burgers een draagvolgorde van de Nederlandse onderscheidingen vastgesteld. Daarin kregen de onderscheidingen van de bond een plaats als particuliere onderscheidingen.
De Bondsmedaille voor meerjarig lidmaatschap van de Bond van Nederlandse Oorlogs- en Dienstslachtoffers wordt door het bestuur van de bond toegekend. Er is dus ook een Verenigingskruis van Verdienste van de Bond van Wapenbroeders.
Men draagt de ronde zilverkleurige medaille met een diameter van vier centimeter aan een groen lint met in het midden een brede gele baan van 8 millimeter waarbinnen een rode streep van 1 millimeter op de linkerborst. Het lint is 27 millimeter breed.
De voorzijde van de medaille vertoont in reliëf de contouren van het Verenigingskruis van Verdienste met het Bondswapen in het midden.
De keerzijde is vlak met het omschrift " BOND VAN WAPENBROEDERS"